# Kulturpreis des Landes Mecklenburg-Vorpommern
Der Kulturpreis des Landes Mecklenburg-Vorpommern wird seit 1994 in jedem Jahr durch den Ministerpräsidenten des Landes Mecklenburg-Vorpommern vergeben.
Mit dem Kulturpreis werden große künstlerische oder kulturelle Leistungen einer Persönlichkeit oder einer Gruppe aus allen Bereichen von Kunst und Kultur gewürdigt, die einen engen Bezug zu Land und Leuten im Bundesland haben.
Es gibt jeweils einen Hauptpreis und einen Förderpreis. Der Hauptpreis ist mit 10.000 Euro, der Förderpreis mit 5.000 Euro dotiert. Jeder Ausgezeichnete soll diesen Preis nur einmal erhalten.
Eine erste Auswahl und Stellungnahme aus den vorgeschlagenen Bewerbungen wird durch den Kulturbeirat des Ministers für Bildung, Wissenschaft und Kultur vorgenommen, danach wird durch den Minister für Bildung, Wissenschaft und Kultur die Empfehlung dem Ministerpräsidenten vorgelegt, dieser entscheidet dann über die Vergabe.
Der Kulturpreis des Landes Mecklenburg-Vorpommern sollte nicht mit dem von 1964 bis 1996 von der Landsmannschaft Mecklenburg verliehenen Mecklenburgischen Kulturpreis verwechselt werden.

## Preisträger

### Hauptpreis
- 1994 Gerd Baier, Kunsthistoriker und Denkmalpfleger in Schwerin
- 1995 Hartwig Eschenburg, Kantor und Chorleiter[2]
- 1996 Uwe Saeger, Schriftsteller
- 1997 Peter-Joachim Rakow, Archivar und Historiker[3]
- 1997 Landesjugendorchester Mecklenburg-Vorpommern unter Peter Aderhold
- 1998 Joachim John, Grafiker und Zeichner[4]
- 1999 Matthias Speer, Leiter der Videowerkstatt am Institut für neue Medien
- 2000 Burkhard Meier, Komponist
- 2001 Wilfried Jochims, Rektor der Hochschule für Musik und Theater Rostock
- 2002 Gottfried Kiesow, Vorstandsvorsitzender der Deutschen Stiftung Denkmalschutz
- 2003 Renate Herrmann-Winter (für ihre Leistungen und ihr Engagement im Bereich niederdeutsche Sprache und Literatur)
- 2004 Ekkehard Hahn, Schauspieler
- 2005 Oskar Manigk, Maler und Grafiker, für sein Lebenswerk
- 2006 Walter Kempowski, Autor, für sein Lebenswerk
- 2007 Jüdisches Theater „Mechaje“ Rostock für dessen wichtigen Beitrag zum besseren Verständnis der jüdischen Kultur und Lebensweise
- 2008 Posaunenwerk der evangelischen Landeskirchen von Mecklenburg und Pommern
- 2009 Wieland Schmiedel, Bildhauer, für sein Lebenswerk
- 2010 Hasso Hartmann, für die langjährige Künstlerische Leitung des filmkunstfestes Mecklenburg-Vorpommern
- 2011 Fritz Reuter Gesellschaft in Neubrandenburg und das Fritz-Reuter-Literaturmuseum in Stavenhagen
- 2012 Henry Gawlick, Direktor des Museums für Alltagskultur der Griesen Gegend und Alte Synagoge in Hagenow für „die erfolgreiche Ausrichtung seines Museums und die Erforschung der jüdischen Geschichte in Hagenow“[5]
- 2013 Romely Pfund, Dirigentin
- 2014 Dieter Schumann, Filmemacher, für seine großen Verdienste um den Aufbau der Filmkunst in Mecklenburg-Vorpommern nach 1990, zum Beispiel beim Aufbau des Landesfilmzentrums und des Schweriner FilmKunstFestes[6]
- 2015 Miro Zahra, Malerin
- 2016 Ralf Dörnen, Ballettdirektor und Choreograph am Theater Vorpommern
- 2017 Hans Pölkow, Fotograf[7]
- 2018 Christiane Krüger, Direktorin der Kreismusikschule Uecker-Randow und Vorsitzende des Landesverbandes der Musikschulen[8]
- 2019 Inge Jastram, Grafikerin, für ihr Lebenswerk[9]
- 2020 Wolfgang Bordel, von 1983 bis 2019 Intendant am Theater Anklam[10]
- 2021 Marcus Doering, Physiker und Interaktionschoreograph, und Lars Scheibner, Chefchoreograph der Deutschen Tanzkompanie Neustrelitz[11]
- 2022 Wolf Karge, Archivar, Historiker, Museologe, Kurator, Publizist, Dozent, Gutachter, Berater, Gründungsvorsitzender und Ehrenvorsitzender des Museumsverbandes MV[12]
- 2023 Anka Kröhnke, bildende Künstlerin, für ihre „künstlerische Lebensleistung und langjähriges Engagement für die Bewahrung des künstlerischen Erbes der Künstlerfamilie Rösler-Kröhnke“[13]
- 2024 Helga Schubert[14]

### Förderpreis
- 1998 Wolfgang Bordel, Intendant der Vorpommerschen Landesbühne Anklam[4]
- 1999 Annelise Pflugbeil
- 2000 Hasso Hartmann, Künstlerischer Leiter des FilmKunstFestes Schwerin
- 2001 Ralf Wendt (Leiter des Mecklenburgischen Volkskundemuseums Schwerin) und Walter Hinghaus (für sein ehrenamtliches Engagement im Bereich Förderung fotografisch interessierter Jugendlicher und für seine künstlerische Arbeit als Fotograf).
- 2002 Gabriele Kotte (Engagement für die Filmförderung des Landes Mecklenburg-Vorpommern)
- 2003 Projekt „Björk“ der Hochschule für Musik und Theater Rostock
- 2005 Verein „Dorfkirchen in Not“
- 2006 Literaturzentrum Vorpommern im Wolfgang-Koeppen-Haus in Greifswald (für seinen unverzichtbaren Beitrag zur Förderung der Kultur in Mecklenburg-Vorpommern)
- 2007 LandesJugendJazzOrchester Mecklenburg-Vorpommern
- 2008 Niederdeutsche Bühne „Plattdütsch Späldäl to Stralsund“ für ihr Bemühen um die Pflege des Niederdeutschen
- 2009 St. Johannis-Kantorei Rostock
- 2010 Literaturhaus „Uwe Johnson“ in Klütz
- 2011 „Compagnie de Comédie“ aus Rostock
- 2012 „Greifswald International Students Festival“ für die Organisation des alle zwei Jahre stattfindenden internationalen Studentenfestivals
- 2013 Initiative „Die Kunst von der Kunst zu leben“
- 2016 Schönberger Musiksommer
- 2017 polenmARkT, Festival für polnische Kultur in Greifswald
- 2018 Immergutrocken e. V., Ausrichter des Immergut Festivals in Neustrelitz[8]
- 2019 Juri Rosov für sein Engagement in der Jüdischen Gemeinde Rostock[9]
- 2020 Kultur- und Initiativenhaus Greifswald für sein Projekt Straze[15]
- 2021 Dörte Kiehn, Gründerin des Tandera-Theater, Vorstandsmitglied und Geschäftsführerin des Landesverbandes Freier Theater, engagiert bei der Erarbeitung der kulturpolitischen Leitlinien[16]
- 2022 Marianne Wörle-Braun, ehrenamtliche Organisation der Schweriner Jazznacht seit 2009[17]
- 2023 Fritz-Reuter-Ensemble e.V. Anklam „für seine herausragenden Leistungen bei der Vermittlung traditioneller regionaler Kultur und seine vorbildliche kulturelle Bildungs- und Nachwuchsarbeit für Kinder und Jugendliche“[18]
- 2024 Greifswalder Kulturverein Nordischer Klang[14]